# 南木通
南木通（なんき とおる、1953年3月14日 - ）は日本の財務官僚。

## 概要
愛知県立旭丘高等学校、東京大学法学部第2類（公法コース）卒業。東大法学部在学中の1974年9月に司法試験に合格。1975年4月 大蔵省入省（銀行局金融制度調査官付）。1980年7月 諫早税務署長。1995年6月 主計局主計官（運輸、郵政担当）。1997年7月 北海道大学法学部教授。2001年7月 財務省大臣官房会計課長。2003年7月 東海財務局長。2004年2月 日本道路公団理事。2005年9月 東京税関長。2009年4月1日より独立行政法人国立印刷局理事長。2011年7月27日に退官。2012年12月 弁護士登録。徳倉建設（株）社外監査役。2014年8月28日 株主會社オオバ社外取締役。

## 略歴
- 1975年4月：大蔵省入省（銀行局金融制度調査官付）
- 1976年7月：名古屋国税局調査査察部
- 1977年9月：大臣官房調査企画課
- 1978年7月：国際金融局総務課企画調整係長[3]
- 1980年7月：諫早税務署長
- 1981年7月：名古屋国税局総務部総務課長
- 1983年7月：主税局税制第二課長補佐（消費税）[4]
- 1985年7月：経済企画庁物価局物価調整課長補佐
- 1987年7月：理財局総務課たばこ塩事業室課長補佐（総括・たばこ塩一）[5]
- 1988年6月：理財局国債課長補佐（総括・法規）[6]
- 1990年7月：理財局総務課調査室長
- 1991年6月：大臣官房付（プリンストン大学研究員）
- 1992年7月：公正取引委員会事務局官房企画課長
- 1994年7月：主計局主計企画官（財政計画担当）
- 1995年2月：主計局給与課長
- 1995年6月：主計局主計官（運輸、郵政担当）
- 1997年7月：北海道大学法学部教授
- 1999年7月：内閣官房内閣審議官（内閣官房内閣内政審議室）
- 2001年1月：内閣官房内閣参事官（内閣官房副長官補付）
- 2001年7月：大臣官房会計課長
- 2003年7月：東海財務局長
- 2004年2月：日本道路公団理事
- 2005年9月：東京税関長
- 2009年4月：独立行政法人国立印刷局理事長
- 2011年7月：退官